# 間原寛
間原 寛（まばら かん）は、日本の実業家。プルデンシャル生命保険取締役兼執行役員専務を経て、同社社長兼最高経営責任者兼執行役員社長。
明治学院大学法学部卒。

## 経歴
- 1988年4月 -  長谷工コーポレーション入社
- 1995年3月 -  プルデンシャル生命保険入社
- 2016年4月 -  第六営業本部長
- 2017年4月 -  執行役員第五営業本部長
- 2018年4月 -  執行役員常務営業統括本部長兼営業統括本部担当
- 2020年1月 -  取締役執行役員常務
- 2021年4月 -  取締役兼執行役員専務
- 2023年1月 -  社長兼最高経営責任者兼執行役員社長[2]